# 李一桐
李一桐（1990年9月6日—），山東省濟南市人，中國大陸女演員，畢業於北京舞蹈學院，因飾演2017版《射雕英雄傳》少女黃蓉而聞名，獲廣大武俠影迷喜愛與讚賞。於2019年《鶴唳華亭》中，更精湛演繹了陸文昔一角，深獲好評。

## 早年經歷
李一桐十歲時，因舅母的提議，習舞以提升氣質，自此開始學習舞蹈。一開始，她上的是業餘班，老師覺得她很有天賦，建議她考專業院校，學了一年的舞蹈後，十二歲時，李一桐便考到了深圳藝術學校。北京舞蹈學院一直是李一桐求學時的終極目標，之後她也順利考取了夢寐以求的學府，精修民族民間舞。從中學時，就有經紀公司陸續找過李一桐，想挖掘她進入演藝圈，還有韓國JYP娛樂經紀人想簽她當女團練習生，但都被父母婉拒了 。北舞畢業後，李一桐原本想開一間與舞蹈結合的茶館，卻在幫電影學院朋友拍了一支短片後，對表演產生興趣，於是她放棄開茶館，進入了演藝圈 。

## 演藝事業
2013年，曾以本名李雪，嘗試接拍劇集《艾米加油》﹑《兵法鄉村》，以及微電影《橘子與羅興》。
2015年，李一桐參與《思美人》和《青雲志》等電視劇的試鏡，雖未成功獲得角色，然於2015年底，在民國玄幻劇《半妖傾城》試鏡中表現優異，成功取得女主角色，飾演性格倔強率真、敢愛敢恨的半妖聶傾城，與男主明夏演繹一場半妖與人之虐戀。同時，該劇亦是李一桐個人首部電視劇及出道代表作，於2016年6月首播，隨著此劇的熱播，李一桐在劇中的表現亦備受肯定。本劇的網播量33.9億，集均1.7億。同年十二月，繼續出演《半妖傾城》第二季，再度飾演萬妖之王聶傾城。
2016年，李一桐主演了金庸同名小說改編的古裝武俠電視劇《射鵰英雄傳》，她飾演玲瓏剔透、聰慧機敏的少女黃蓉，幫助郭靖成長為「俠之大者」的民族英雄，該劇於2017年1月在東方衛視播出，李一桐憑藉此角，榮獲2017電視劇品質盛典「年度新銳劇星獎」，與《電視指南》雜誌特別策劃的「中國最具產業影響力電視劇新人獎」，以及愛奇藝尖叫之夜盛典「年度戲劇新人獎」 。李一桐所飾演的少女黃蓉，深獲廣大武俠影迷喜愛與讚賞，俏黃蓉形象深入人心，也因此獲得了「桐蓉兒」的稱號，而此版本亦是自1983年版《射雕英雄傳》起，豆瓣評分最高的射雕版本。本劇的網播量52億，集均破1億。
2016年9月，在東方神話劇《梦回朝歌》中，李一桐客串飾演胡仙兒（小狐仙，蘇妲己的前身）。11月，李一桐與陸毅聯袂主演了鮮橙同名小說改編的都市愛情劇《只為那一刻與你相見》，飾演「砲灰」女主夏苒苒，在經歷了家庭破裂、愛情詭變後，華麗變身，成功逆襲，實現了事業，並找到「命中注定那個人」的曲折情感故事。而該劇是她首次接觸現代題材的電視劇。本劇在東方與浙江衛視播出，雙台CVB平均收視近1 （於2020.11.28首播，李一桐憑藉夏苒苒此角，榮獲2021電視劇品質盛典「年度新銳劇星獎」）。
2017年2月，李一桐與鄧倫共同主演民國情感劇《海棠經雨胭脂透》，她飾演女主顧海棠，擁有美妝天賦，在國仇家難中，將民族胭脂品牌發揚光大，並與愛人終成連理、廝守一生。本劇為浙江衛視週播收視歷史第三，網播量33.5億，芒果TV播放量年度第一 （於2019.10.24首播） 。2017年5月，與陳建斌聯袂主演都市時尚情感電視劇《愛我就別想太多》，李一桐飾演個性十足、聰慧可愛且擁有設計天賦的新銳服裝設計師夏可可，與陳建斌所飾演的富豪李洪海，上演了一場逗趣好玩且發人深省的老少戀 。本劇在北京、東方衛視播出，同期衛視收視第一，雙台CVB平均收視破1.5，且創下當時優酷史上最高熱度9950，優酷網播量25.7億，抖音播放量破110億 （於2020.6.25首播） 。
2017年6月，李一桐與陳奕迅、李榮浩共同出演動作喜劇電影《臥底巨星》，李一桐飾演開朗活潑的女演員童童 （於2018.1.12上映） 。2017年9月，李一桐發布個人首支單曲《迷你閃電》。同年9月，主演古裝劇《媚者無疆》，該劇改編自半明半寐的同名小說，李一桐飾演女殺手晚媚，在動盪時代裡，憑藉自身才智與毅力在殺手之城中求存，歷經磨難，卻不泯良善本性，終成姽婳城城主，李一桐亦主唱了該劇片尾曲。本劇網播量36.7億，集均破1億 （於2018.7.24首播） 。
2018年1月，李一桐與李現聯袂主演由馮小剛監製、根據同名小說改編的古裝玄幻劇《劍王朝》，她飾演長孫淺雪，是位高冷的絕世美人，執九幽冥王劍，原名公孫淺雪，為貴族之女，後被抄家滅族，隱性埋名，伺機復仇。李一桐亦為該角色演唱了人物主題曲《淺雪》。本劇網播量26.3億，愛奇藝熱度年度第一 （於2019.12.6首播）
。2018年5月，李一桐與羅晉聯袂主演架空歷史權謀劇《鶴唳華亭》，本劇改編自雪滿梁園的同名小說，由楊文軍導演，雪滿梁園編劇。李一桐在劇中飾演靈秀溫婉、冷靜果敢的陸文昔，與太子蕭定權互有情愫，然太子卻從未親見過文昔容貌，之後文昔為救父兄，潛入東宮，與太子在相互試探間，逐漸產生不一般的情感，父兄冤死後，她忍辱求存，歷經磨難，伺機復仇，最終反戈，助太子險勝。李一桐精湛演繹了陸文昔一角，表演細膩、絲絲入扣，深獲好評。本劇網播量72.5億，集均1.2億，2019優酷網播量第一 （於2019.11.12首播） 。後推出《鶴唳華亭》 續篇《别雲間》，於2020年播出。
2018年12月，李一桐與李鴻其共同主演奇幻愛情電影《我在時間盡頭等你》，李一桐飾演女主邱倩，一個熱愛芭蕾舞蹈的美麗少女，在十八歲車禍死去，男主為了救她，一次次地扭轉時空，代價是犧牲自己的時間，女主一次次地死去，男主一次次地變老，直到時間的盡頭，是一部感人至深的電影，2020全球單日票房冠軍，全球票房七千三百萬美金 （於2020.8.25上映）  。
2019年2月，李一桐與許凱聯袂主演古裝愛情輕喜劇《驪歌行》，唐貞觀年間，李一桐所飾演的商賈之女傅柔，因家族變故，因緣際會下入宮擔任女官，卻被捲進太子、魏王、吳王之間的紛爭，與男主合力憑藉智慧不斷周旋其中，歷經風波，逐步成長，最終領悟到國忠、家孝、忠貞於愛人的動人故事。本劇網播量31億 （於2021.4.15首播）。2019年8月，與楊洋共同主演軍旅劇《特戰榮耀》，李一桐飾演艾千雪，總部247團參謀長，軍階上尉，後來官升少校，軍中最年輕的電子信息通訊工程師。本劇為衛視軍旅劇最高收視、愛騰酷聯播熱度第一 （於2022.4.5首播）。2019年9月，李一桐主演都市情感劇《了不起的女孩》，飾演女主陸可，生活家雜誌主編，性格溫柔、甜美、體貼、堅韌，在情感與事業上歷經許多磨難，最後蛻變成為更好的自己，愛情事業雙豐收。本劇在江蘇衛視播出（於2020.12.21首播） 。
2020年5月，李一桐與胡一天聯袂主演都市勵志情感劇《我的時代，你的時代》，該劇改編自墨寶非寶的小說《密室困游魚》，李一桐所飾演的艾情，又甜又颯，是機器人格鬥領域的開創者之一，亦是吳白暗戀十年的女神，與吳白為振興機器人格鬥行業，一起拚搏，理想、愛情雙向奔赴。本劇網播量16億，愛奇藝熱度破8,000  （於2021.2.4首播） 。2020年11月，李一桐主演懸疑推理愛情劇《烏雲遇皎月》，本劇改編自丁墨同名小說，李一桐飾演女主譚皎，是位擁有甜妹身御姐心的懸疑愛情小說家，在一次郵輪旅行中，與男主鄔遇邂逅，旅行過後，二人卻陷入記憶缺失與時空穿梭的漩渦裡。在原來的時間線裡，女主實已遇害，而在時空彎折出的一年後倒流時間線裡，每次只有15天可解謎或破案，15天一過，男女主便又回到船上，而船上時間線是順流連貫的，直到女主遇害，當這兩條正反向時間線重合時，也就是女主遇害的時刻，所有謎底揭曉 （於2022.10.1首播）。 
2021年3月，李一桐主演電視劇《理想照耀中國》之〈一家人〉單元，飾演抗疫護士杜富佳 （於2021.5.4首播） 。3月，在東方衛視2021電視劇品質盛典上，李一桐憑藉《只為那一刻與你相見》夏苒苒一角，榮獲「年度新銳劇星」。同年3月，李一桐在費加羅風尚盛典上，榮獲「人氣先鋒演員」獎項。
2021年5月，李一桐主演古裝奇幻懸疑劇《九霄寒夜暖》，故事講述人族「畏寒」女捕快蘇玖兒與狼族「內熱」少主寒猙，因關係兩族的離奇凶案相遇，機緣下組成「溫差搭檔」，兩人攜手穿破陰謀迷霧，尋找案件背後真相，同時化解兩國族危機  （於2023.2.25首播）。10月，與張譯共同主演法政掃黑劇《狂飆》，李一桐飾演市局長千金孟鈺，與身為警察的男主是青梅竹馬，孟鈺聰明伶俐、古靈精怪並有些叛逆，新聞系碩士畢業後成為記者，堅守記者職責，如實報導真相。本劇收視率、網播雙爆，為年度劇王，央八CVB平均收視破2.5、北京與東方衛視CVB收視破1，愛奇藝熱度歷史第一，高達11,800，雲合播放量破百億，集均2.5億 （於2023.1.14首播）。11月，李一桐主演遊戲諜戰劇《特工任務》，本劇由趙寶剛執導，李一桐飾演女間諜姚瑤。一款名為「特工任務」的線下遊戲以假扮特工、完成任務為噱頭，吸引年輕人加入，實際上其背後由境外間諜組織「夜霧」操控，利用線下任務，引誘玩家進行間諜活動。姚瑤原為「夜霧」組織成員，後來被策反，加入國安局陣營（於2023.9.20首播）。
2023年1月，李一桐參演古裝歷史劇《英雄志》。本劇改編自孫曉同名小說，由楊文軍導演、孫曉編劇。李一桐在劇中飾演女主顧倩兮，乃兵部尚書顧嗣源千金。倩兮學識淵博，擅長繪畫，乃揚州第一美人。前期叛逆、崇尚自由、不拘泥世俗價值，勇於追求自己所認定的人事物。直至京中風雲變色，即將與她成親的未婚夫突然下落不明，她的父親因遺宮案入獄，得罪了皇帝，顧府被抄家，她一肩挑起了家計重責，但皇帝為了逼迫顧嗣源就範，不斷壓迫倩兮，從賣畫到賣豆腐、賣豆漿，處處針對搗亂，後來顧嗣源在獄中自盡，倩兮明白父親完成了他的道，她繼續賣尚書豆漿養活一家人，等攢夠了錢，重開父親的「書林齋」，批判朝政，與皇帝針鋒相對，以一人之力對抗朝廷，牽制天下輿論，是一個有見識與膽識的奇女子。3月，與歐豪共同主演懸疑刑偵劇《不可告人》，李一桐飾演女主鄭冬雨，是一名刑警，而她的父親是即將退休的臥底刑警，因遭神秘人告密，無故失蹤、生死不明，冬雨鍥而不捨追查父親行蹤（於2024.5.8首播）。
2023年3月25日，李一桐在2022微博之夜盛典上，獲頒「年度突破演員」獎項。3月30日，在東方衛視2023電視劇品質盛典上，李一桐憑藉《特戰榮耀》艾千雪以及《狂飆》孟鈺，榮獲「品質閃耀劇星」獎項。5月21日，李一桐再以《狂飆》孟鈺，榮獲第三屆環球影視文化傳播高峰論壇之「年度影響力演員」獎項。
2023年6月，李一桐主演勵志古裝劇《雲秀行》，本劇改編自雪乃紗衣的小說《彩雲國物語》。李一桐在劇中飾演紅秀麗，乃名門紅家嫡長女，歷經動亂、深知民間疾苦的她，立志成為能為百姓帶來幸福的官吏，但因女性不能參加國試，便將夢想寄予孩子們，在私塾裡當老師。慧眼識人的霄太師以高額報酬，勸誘紅秀麗以貴妃身分進入後宮，扶助皇帝紫劉輝。紫劉輝被秀麗的努力和智慧所打動，開始勤於政務，並修改律法，使得女性可以參加國試。後來秀麗探花及第，成為彩雲國第一位女性官吏，出任茶州州牧，最終憑藉自己的堅毅、智慧與勇敢，平定了各州叛亂，造就彩雲國空前繁榮的盛世，並收穫了愛情。
2023年12月6日，李一桐在2023微博視界大會上，獲頒「年度魅力演員」獎項。
2024年1月，李一桐與成毅聯袂主演《狐妖小紅娘王權篇》，本劇改編自動漫《狐妖小紅娘》。李一桐在劇中飾演蜘蛛精清瞳，原是毒娘子派去王權山莊做臥底的小蜘蛛精，因負傷為王權富貴所救，為了報恩，她跑遍各地，織就一幅幅畫，讓王權富貴知曉外面世界的真實模樣。後來為了離開王權山莊，兩人遭受萬劍穿心仍無悔。
2024年1月13日，李一桐在2023微博之夜盛典上，獲頒「年度魅力演員」獎項。3月29日，在東方衛視2024電視劇品質盛典上，李一桐憑藉《特工任務》姚瑤，榮獲「品質創造力劇星」獎項。
2024年5月，李一桐主演穿書古裝劇《書卷一夢》，本劇以千山茶客《重生之嫡女禍妃》為底本，大幅度原創改編。李一桐在劇中飾演的宋小魚，原是一個十八線的女星，無意間穿越到劇本裡，成為兵部尚書嫡長女宋一夢。在劇本世界裡，宋一夢被反派男主用完即棄、凌虐致死，為了躲避這樣的宿命，宋小魚極力躲避男主，然而無論如何努力，「劇情」始終都會將她推往男主南珩身邊，上演一個又一個的劇本名場面（於2025.6.26首播）。同年11月，李一桐主演國風古樂仙俠劇《古樂風華錄》，本劇大幅改編自同名動漫。李一桐所飾演的羽商樂神希音，流落到人間成為樂師越央央，在尋找十二聖樂靈的過程中，閱遍世間真情，並集結肝膽相照的夥伴，終於東山再起，開啟神譜風華錄，粉碎邪惡陰謀。
2024年12月7日，李一桐在2024年愛奇藝尖叫之夜中，榮獲「年度青年演員」獎項。2025年1月11日，於2024微博之夜盛典上，獲頒「年度閃耀演員」獎項。
2025年5月，李一桐與李現聯袂主演民國懸疑劇《長風起》，李一桐飾演女主江飛燕，自幼被父母送入江相派越海棠門下，接受戲曲、琴棋書畫、奇淫房事等全方位培訓，成為千面騙術大師，從小信奉騙與被騙的生存法則，冷豔果敢，擅長偽裝與心理操控，遊走於正邪之間。

## 影視作品

### 電視劇
| 首播年分 | 劇名                        | 角色                   | 播出平台                                    |
| 2016     | 半妖傾城                    | 聶傾城                 | 芒果TV、樂視                                |
| 2016     | 半妖傾城 2                  | 聶傾城                 | 芒果TV、樂視                                |
| 2017     | 射鵰英雄傳                  | 黃蓉                   | 東方衛視 愛奇藝                             |
| 2018     | 媚者無疆                    | 蘇七雪／晚媚           | 優酷                                        |
| 2019     | 海棠經雨胭脂透              | 顧海棠                 | 湖南衛視、浙江衛視、東南衛視 愛奇藝、芒果TV |
| 2019     | 鹤唳華亭                    | 陸文昔／顧瑟瑟（阿寶） | 優酷                                        |
| 2019     | 劍王朝                      | 長孫淺雪／公孫淺雪     | 愛奇藝                                      |
| 2020     | 愛我就別想太多              | 夏可可                 | 東方衛視、北京衛視 優酷                     |
| 2020     | 别雲間 （鶴唳華亭 續篇）    | 陸文昔／顧瑟瑟（阿寶） | 優酷                                        |
| 2020     | 只為那一刻與你相見          | 夏苒苒                 | 東方衛視、浙江衛視 優酷、騰訊、愛奇藝       |
| 2020     | 了不起的女孩                | 陆可                   | 江蘇衛視、央視八套 愛奇藝                   |
| 2021     | 我的時代，你的時代          | 艾情(AppleDog)         | 愛奇藝                                      |
| 2021     | 驪歌行                      | 傅柔                   | 騰訊、愛奇藝                                |
| 2021     | 理想照耀中國 單元《一家人》 | 杜富佳                 | 湖南衛視 芒果TV、優酷、騰訊、愛奇藝         |
| 2022     | 特战荣耀                    | 艾千雪                 | 東方衛視、浙江衛視 騰訊、愛奇藝、優酷       |
| 2022     | 蒼蘭訣                      | 司命（客串）           | 愛奇藝                                      |
| 2022     | 烏雲遇皎月                  | 譚皎                   | 騰訊                                        |
| 2023     | 狂飆                        | 孟鈺                   | 央視八套、北京衛視、東方衛視 愛奇藝         |
| 2023     | 九霄寒夜暖                  | 蘇玖兒                 | 愛奇藝                                      |
| 2023     | 正好遇见你                  | 林海珊（客串）         | 愛奇藝、騰訊                                |
| 2023     | 特工任務                    | 姚瑤                   | 東方衛視、北京衛視 愛奇藝                   |
| 2024     | 不可告人                    | 鄭冬雨                 | 愛奇藝                                      |
| 2025     | 書卷一夢                    | 宋一夢／宋小魚         | 江蘇衛視 愛奇藝                             |
| 待播     | 英雄志                      | 顧倩兮                 | 腾讯                                        |
| 待播     | 古樂風華録                  | 越央央／希音           | 腾讯                                        |
| 待播     | 雲起時                      | 红秀丽                 | 愛奇藝                                      |
| 待播     | 狐妖小紅娘王權篇            | 清瞳                   | 愛奇藝                                      |
| 待播     | 长风起                      | 江飞燕                 | 騰訊、愛奇藝                                |
| 待播     | 美人余                      | 余夢                   | 騰訊                                        |

### 電影
| 上映日期 | 電影名稱         | 角色   |
| 2018     | 臥底巨星         | 童童   |
| 2020     | 我在時間盡頭等你 | 邱倩   |
| 2024     | 堡垒             | 丁一真 |

### 微電影
| 上映日期   | 電影名稱   | 角色   |
| 2013-11-01 | 橘子與羅興 | 橘子   |
| 2021-11    | 制造偶像   | 张小喵 |

### 常駐綜藝節目
| 播出时间               | 节目名称             | 备注               |
| 2020.12.21－2021.02.14 | 《平行时空遇见你》   | 固定成員（1-10期） |
| 2023.01.14－2023.03.11 | 《无限超越班》       | 固定成員（4-11期） |
| 2023.04.18－2023.07.11 | 《女子推理社》第一季 | 固定成員（1-12期） |
| 2024.10.29－2025.02.04 | 《女子推理社》第二季 | 固定成員（1-12期） |

### 歌曲
| 發行日期   | 歌曲名稱         | 作曲             | 作詞             | 編曲   | 備註                 |
| 2017-09-06 | 迷你閃電         | 林俊傑           | 易家揚           | 梁柏君 | 單曲                 |
| 2018-07-24 | 失寵             | 董冬冬           | 陳曦             | 閆天午 | 《媚者無疆》片尾曲   |
| 2019-12-12 | 淺雪             | 莫非定律MoreFeel | 莫非定律MoreFeel | 趙瑟   | 《劍王朝》人物主題曲 |
| 2020-08-24 | 在相遇之前愛上你 | 鄧智偉           | 胡志敏           | 薛峰   | 單曲                 |
| 2024-05-08 | 等               | 三皮             | 三皮             | 三皮   | 《不可告人》插曲     |

## 獎項

### 大型頒獎禮獎項
| 年分 | 頒獎禮                         | 獎項                         | 提名項目           | 結果 |
| 2017 | 東方衛視2017中國電視劇品質盛典 | 年度新銳劇星                 | 射鵰英雄傳         | 獲獎 |
| 2020 | 第29届华鼎奖                   | 中国古装题材电视剧最佳女演員 | 鹤唳华亭           | 提名 |
| 2021 | 東方衛視2021中國電視劇品質盛典 | 年度新銳劇星                 | 只為那一刻與你相見 | 獲獎 |
| 2022 | 第32届华鼎奖                   | 中国古装题材电视剧最佳女演員 | 別雲間             | 提名 |
| 2023 | 東方衛視2023中國電視劇品質盛典 | 品質閃耀劇星                 | 特戰榮耀、狂飆     | 獲獎 |
| 2024 | 東方衛視2024中國電視劇品質盛典 | 品質創造力劇星               | 特工任務           | 獲獎 |

### 個人榮譽
| 年分 | 頒獎禮                         | 獎項                   | 項目                               | 結果 |
| 2017 | 《電視指南》中國最具產業影響力 | 電視劇新人獎           | 半妖傾城‧射鵰英雄傳                | 獲獎 |
| 2017 | 愛奇藝《尖叫之夜》             | 年度戲劇新人獎         | 半妖傾城‧射鵰英雄傳                | 獲獎 |
| 2018 | QQ興趣部落《心賞之夜》         | 年度「心」賞新銳女藝人 | 半妖傾城‧射鵰英雄傳                | 獲獎 |
| 2021 | 費加羅風尚盛典                 | 人氣先鋒演員           | [ 26 ] [ 27 ] [ 28 ] [ 29 ] [ 30 ] | 獲獎 |
| 2023 | 2022微博之夜                   | 年度突破演員           | 狂飆                               | 獲獎 |
| 2023 | 第三屆環球影視文化傳播高峰論壇 | 年度影響力演員         | 狂飆                               | 獲獎 |
| 2023 | 2023微博視界大會               | 年度魅力演員           | 特工任務                           | 獲獎 |
| 2024 | 2023微博之夜                   | 年度魅力演員           | 特工任務                           | 獲獎 |
| 2024 | 2024爱奇艺尖叫之夜             | 年度青年演员           | 不可告人                           | 獲獎 |
| 2025 | 2024微博之夜                   | 年度閃耀演员           | 不可告人                           | 獲獎 |

## 外部連結
- 李一桐的新浪微博
- 李一桐的Instagram帳戶
- 李一桐的小红书
- 李一桐的抖音 （页面存档备份，存于）